# 187 (число)
187 (сто восемьдесят семь) — натуральное число, расположенное между числами 186 и 188. Оно не является простым числом, а относительно последовательности простых чисел расположено между 181 и 191.
- 187 день в году — 6 июля (в високосный год — 5 июля).

## В математике
- 187 раскладывается по разрядам как 187= 1 * 102 + 8 * 101 + 7 * 100
- 187 — является нечётным составным трёхзначным числом.
- Сумма цифр этого числа — 16
- Произведение цифр этого числа — 56
- Квадрат числа 187 — 34 969
- Является недостаточным числом
- Является полупростым числом
- Является злым числом

## В других областях
- 187 год.
- 187 год до н. э.
- NGC 187 — спиральная галактика (Sc) в созвездии Кит.
- 187 Ride or Die — компьютерная игра для игровых приставок PlayStation 2 и Xbox, разработанная и опубликованная компанией Ubisoft.
- 187 (англ. One-Eight-Seven) — в разделе 187 Уголовного кодекса Калифорнии (англ. California Penal Code) описывается убийство, что дало данному преступлению сленговое название.
- 187 — американский триллер, драма 1997 года с Сэмюэлем Джексоном в главной роли.
- It’s On (Dr. Dre) 187um Killa мини-альбом рэпера Eazy-E вышедший в 1993 году.